# Beregi Oszkár
Beregi Oszkár (született: Berger Oszkár, Budapest, 1876. január 24. – Hollywood, Kalifornia, 1965. október 18.) magyar színész, rendező, ifj. Beregi Oszkár (1918–1976) magyar-amerikai színész édesapja.

## Élete és szakmai pályafutása

### Gyermekkora, pályafutásának kezdetei
A későbbi színész Berger (majd: Beregi) Adolf magánzó és Liebermann Paula első gyermeke volt. Saját visszaemlékezései szerint is rossz magaviseletű gyerek, rossz tanuló volt, akit csak kiemelkedő verstehetsége mentett meg az évismétlésektől. Tehetsége, a színművészet iránti szenvedélye és koránál idősebb kinézete oda vezetett, hogy szülei engedélyével 1892-ben, 16 évesen felvételizett a Színiakadémiára, melyet 1895-ben el is végzett. Ezekre az évekre tehető névváltoztatása is. Ezután Kolozsvárra szerződött, ahol egy évadot játszott. Vendégművészként játszott Temesváron és Pozsonyban is. A Tudományegyetem hallgatója is volt nyolc szemeszteren át. 1896-ban az akkor megnyíló Vígszínház első társulatának lett a tagja, ő köszöntötte a megnyitó díszelőadáson I. Ferenc József-et. Első szerepe a Vígszínházban Kozma Andor: Prológ című művében Kisfaludy megformálása volt. 1899-ben a Nemzeti Színház tagja lett. Első szerepe Rákóczi volt Szigligeti Ede: II. Rákóczi Ferenc fogsága című darabjában.

### Első házasság, első sikerek

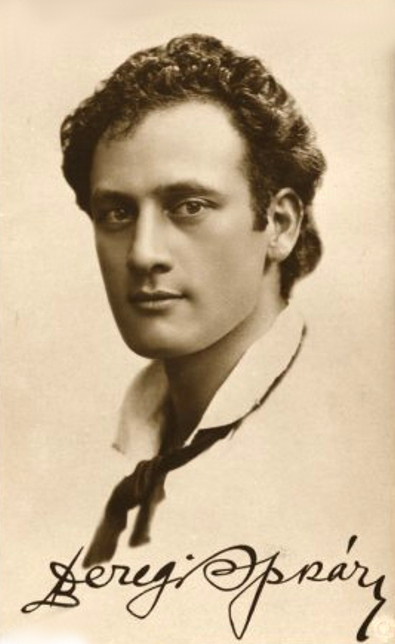
1907 és 1910 között Max Reinhardt berlini színházaiban játszott

1900-ban érte az első színházi siker. Shakespeare: Troilus és Cressida című drámájában Troilust játszotta. 1907 és 1910 között Max Reinhardt berlini színházaiban játszott.
Berlinben ismerte meg és jegyezte el a tehetős nagyváradi Ádler család lányát, Arankát, aki énektanulmányokat folytatott a német fővárosban. Polgári esküvőjük 1909. június 8-án volt Budapesten. A fiatal színész elismertségét jól mutatja, hogy a tanúja Rákosi Jenő volt, a szertartást pedig Bárczy István polgármester végezte. A menyasszony tanúja Kelemen Samu, a szintén nagyváradi származású országgyűlési képviselő volt. Ezt követte két nappal később az egyházi szertartás a Dohány utcai zsinagógában. 1910. február 24-én, Berlinben megszületett a lánya, Beregi Lea.
1910-től 1919-ig újra a Nemzeti Színház tagja volt. 1918. május 12-én született meg a fia, ifj. Beregi Oszkár (†1976), aki apjához hasonlóan szintén színész lett.

### Tanácsköztársaság, első emigráció

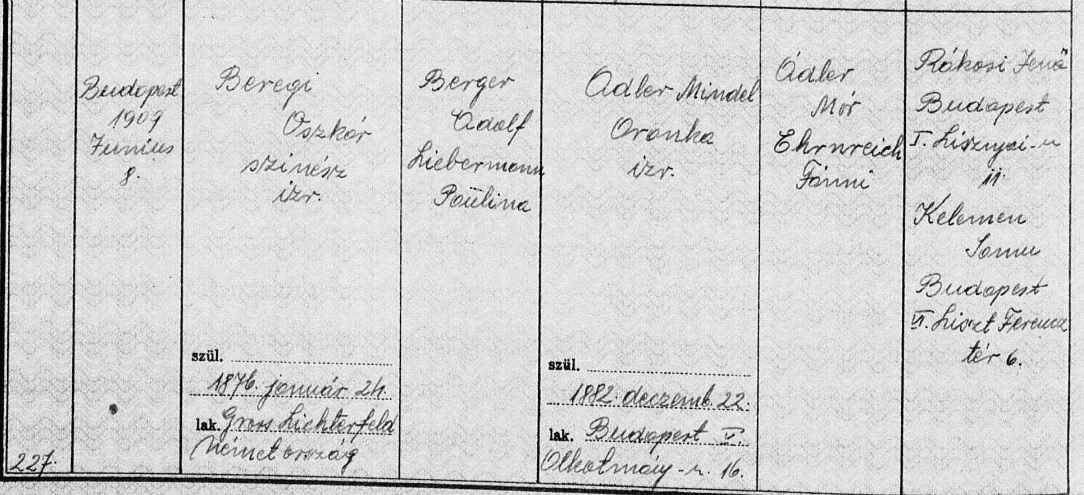
Beregi Oszkár és Ádler Aranka házasságkötése

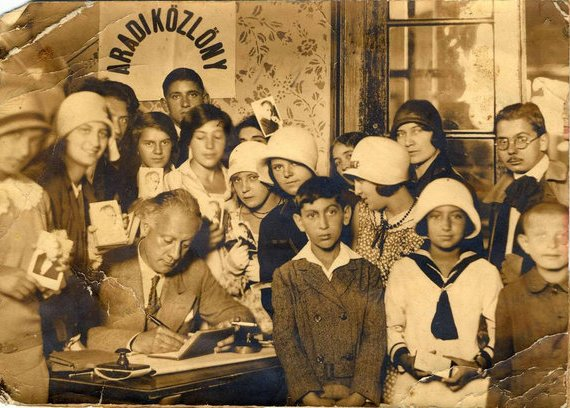
Beregi Oszkár autogramot osztogat gyerekeknek Aradon.

A Tanácsköztársaság ideje alatt kulturális feladatokat látott el. Az Ébredő Magyarok Egyesülete támadást intézett ellene. Letiltották a színpadról, 1920-ban emigrálni kényszerült. Bécsben telepedett le, ott lépett ismét színpadra. Emellett az elszakított országrészek magyar színházaiban játszott, vagyis Kassán, Losoncon, Aradon, Pozsonyban és Munkácson. 1925-től 1929-ig Amerikában filmezett.
1929-ben visszatért Bécsbe, majd Berlinben vendégszerepelt. Időközben a lányát Bécsben eljegyezte Pataky Kálmán operaénekes. Beregi Oszkár felesége néhány hónappal az esküvő előtt hunyt el.

### Hazatérés, második házasság
1930-ban a színész visszatért Budapestre. Az elkövetkező években játszott a Magyar Színházban, a Vígszínházban, az Új Színházban, a Belvárosi Színházban, a Művész Színházban, a Király Színházban, a Bethlen Színházban, az Andrássy úti színházban, a Városi Színházban, a Budai Színkörben és a Teréz körúti Színpadon. 1933. január 19-én feleségül vette dr. Lázár Piroska pedagógust, az általa alapított neves leányiskolai igazgatóját.

### Háborús évek
Származása miatt 1939-től 1944-ig nem léphetett színpadra. Az OMIKE Művészakció főrendezője és színésze volt 1940-től 1944-ig. Fia közvetlenül a háború előtt Buenos Airesbe távozott, Magyarország német megszállása után néhány hónappal pedig - egy bombázás során - életét vesztette Lázár Piroska. Ezekben a hónapokban Beregi Oszkár élete is veszélyben forgott, A nyilas rémuralom idején a Gettó Wesselényi utcai kórházában bujkált. Perlrott-Csaba Vilmos festőművész és dr. Strausz Imre belgyógyász társaságában Beregi Ady-verseket szavalt, ilyenkor gyakran könnyes volt a szeme. Perlrott Csaba élőképeket rajzolt a kórtermekbe. Beregi leánya és veje rendszeresen hozott be számára élelmet. Három hét alatt Beregi hegyes szakállt növesztett, majd átöltözött repülőőrnagyi ruhába. Ezt veje, Pataky Kálmán operaénekes hozta be számára. Elegáns katonatisztként menekült Pestről a már felszabadult Szegedre.

### Háború utáni évek, második emigráció
1944 októbere és 1945 májusa között a szegedi Nemzeti Színházban játszott (itt már addigra átvonult a front). 1945. február 1-jén a Művészszakszervezet elnökévé választották. 1945-ben a Nemzeti Színház szerződtette. Warwick gróf szerepét kapta Shaw: Szent Johanna című darabjában. Egészségi állapota, személyes tragédiái, a háborút követő nehézségek és egy sikertelen előadás arra késztették, hogy 1946-ban elhagyja Magyarországot.
Először a lánya és a veje társaságában a fia után utazott Argentínába, később a család Chilébe költözött, míg végül 1963-ban sikerült hivatalosan is letelepedniük Los Angelesben. Emigrációja idején a pályafutását nem kísérték hangos sikerek, főleg kisebb szerepeket kapott, emigráns ünnepségeken lépett fel, életének utolsó éveit leginkább emlékiratainak papírra vetésével töltötte. 1964-ben elhunyt a veje, 1965-ben pedig Beregi is meghalt. Hamvait hazahozták Magyarországra. Közös sírban nyugszik lánya második férjével, Békássy István színésszel. A szomszédos sírba temették lányát és vejét.

## Színpadi szerepei
- Brieux: Vörös talár....Etsepart, a lócsempész
- Herczeg Ferenc: Bizánc....Konstantin császár
- Herczeg Ferenc: Árva László király....V. László király
- Horváth Jenő–Ivánfi Jenő: Idegen földön....A német mérnök
- Ben Johnson: Volpone....Leone kapitány, Corbaccio fia
- Madách Imre: Az ember tragédiája....Ádám
- William Shakespeare: Julius Caesar....Marcus Antonius
- Friedrich Hebbel: Judit....Holofernes
- Shakespeare: Hamlet....Hamlet
- Kozma Andor: Prológ....Kisfaludy
- Shakespeare: Troilus és Cressida....Troilus
- Shakespeare: Lear király....Lear
- Shakespeare: Othello....Othello
- Shakespeare: Rómeó és Júlia....Rómeó
- George Bernard Shaw: Szent Johanna....Warwick grófja
- Schiller: Wallenstein....Max Piccolomini
- Szigligeti Ede: II. Rákóczi Ferenc fogsága....Rákóczi
- Thury Zoltán: Katonák....Magyar földesúr
- Henrik Ibsen: Kísértetek....Osvald
- Schiller: Ármány és szerelem....Ferdinand
- Szomory Dezső: Péntek este....Áron rabbi
- Verneuil: Duó....Maurice
- Madách Imre: Mózes....Mózes

## Filmjei

### Magyar filmek
- Ártatlan vagyok (1916)
- Mire megvénülünk (1916)
- Hófehérke (1916)
- A föld embere (1917)
- A gólyakalifa (1917)
- Az aranyember (1918)
- Károly-bakák (1918)
- Tékozló fiú (1919)
- Ave Caesar! (1919)
- Hazatér az öcsém (1919)
- A kék bálvány (1930)
- Iza néni (1933)
- Kísértetek vonata (1933)
- Rákóczi induló (1933)

### Osztrák filmek
- Meriota, a táncosnő (1921)
- William Ratcliff (1922)
- Az iskolamester (1922)
- A forradalom gyermekei (1923)
- A Borgiák mérge (1924)
- Egy asszony tragédiája (1924)
- Egy szépasszony négy éjszakája (1924)
- Das Verbotene Land (A tiltott ország) (1924)
- Die sklavenkönigin (Rabszolgakirálynő) (1924)
- Szanin (1924)
- Yiskor (1924)
- Der fluch (Az átok) (1925)
- Andere Frauen (Más asszonyok) (1928)
- Liebe im Mai (Májusi szerelem) (1928)
- Der Dieb im Schlafcoupée (1929)
- A hálókocsik tolvaja (1929)
- Ifjúság a válaszúton (1929)
- Az aranyműves (1930)

### Német filmek
- Egy autó és semmi pénz (1931)
- Das Testament des Dr. Mabuse (1933)

### Amerikai filmek
- The Love Thief (1926)
- The Flaming Forest (1926)
- Camille (1926)
- Butterflies in the Rain (1926)
- The Woman On Trial (1927)
- Yiskor (1933)
- Anything can Happen (1952)
- Call me Madam (Hívjon fel, asszonyom) (1953)
- Tonight We Sing (1953)
- Desert Legion (1953)
- Passport to Danger (1954)

## Jegyzetek

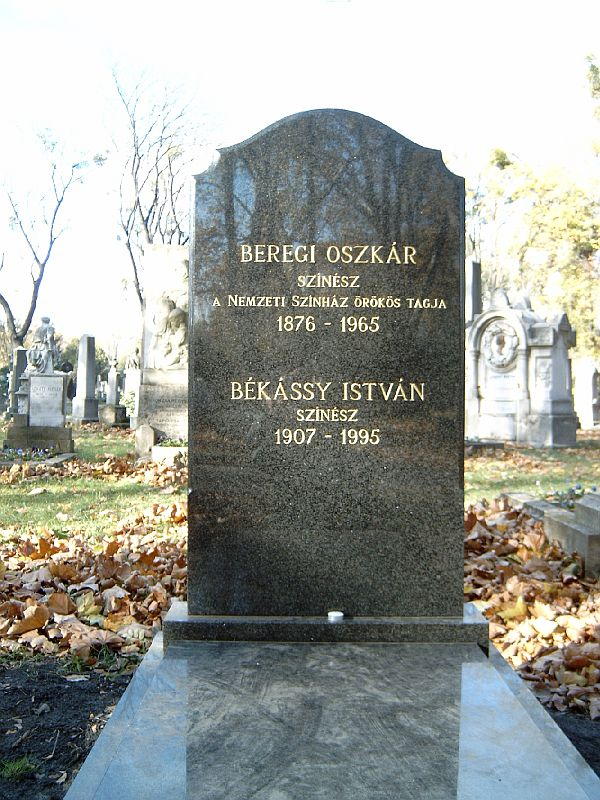
Beregi Oszkár és Békássy István sírja Budapesten. Kerepesi temető: 34/1-1-36.